# Sobralia xantholeuca
Sobralia xantholeuca là một loài thực vật có hoa trong họ Lan. Loài này được B.S.Williams miêu tả khoa học đầu tiên năm 1885.

## Hình ảnh

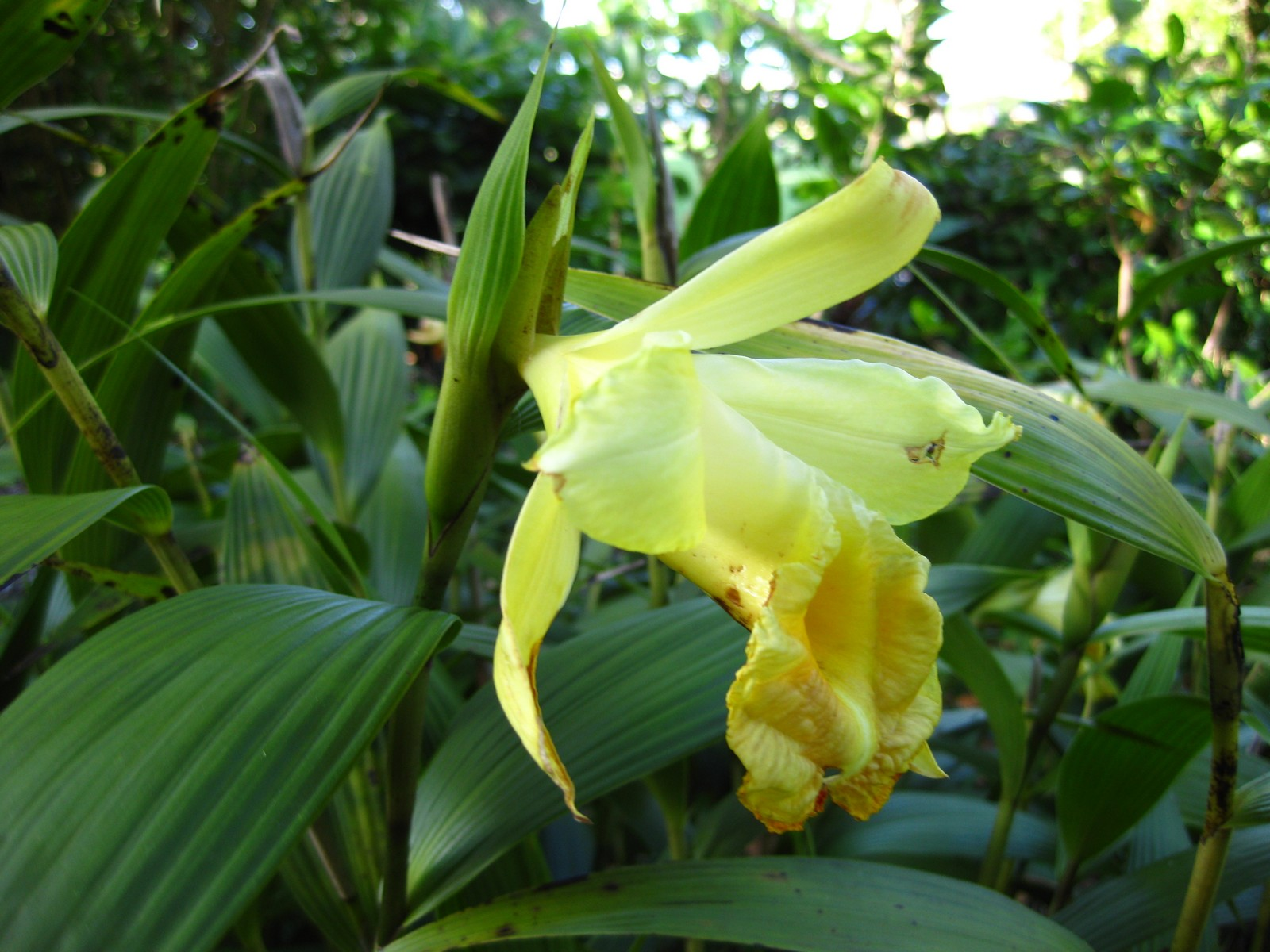
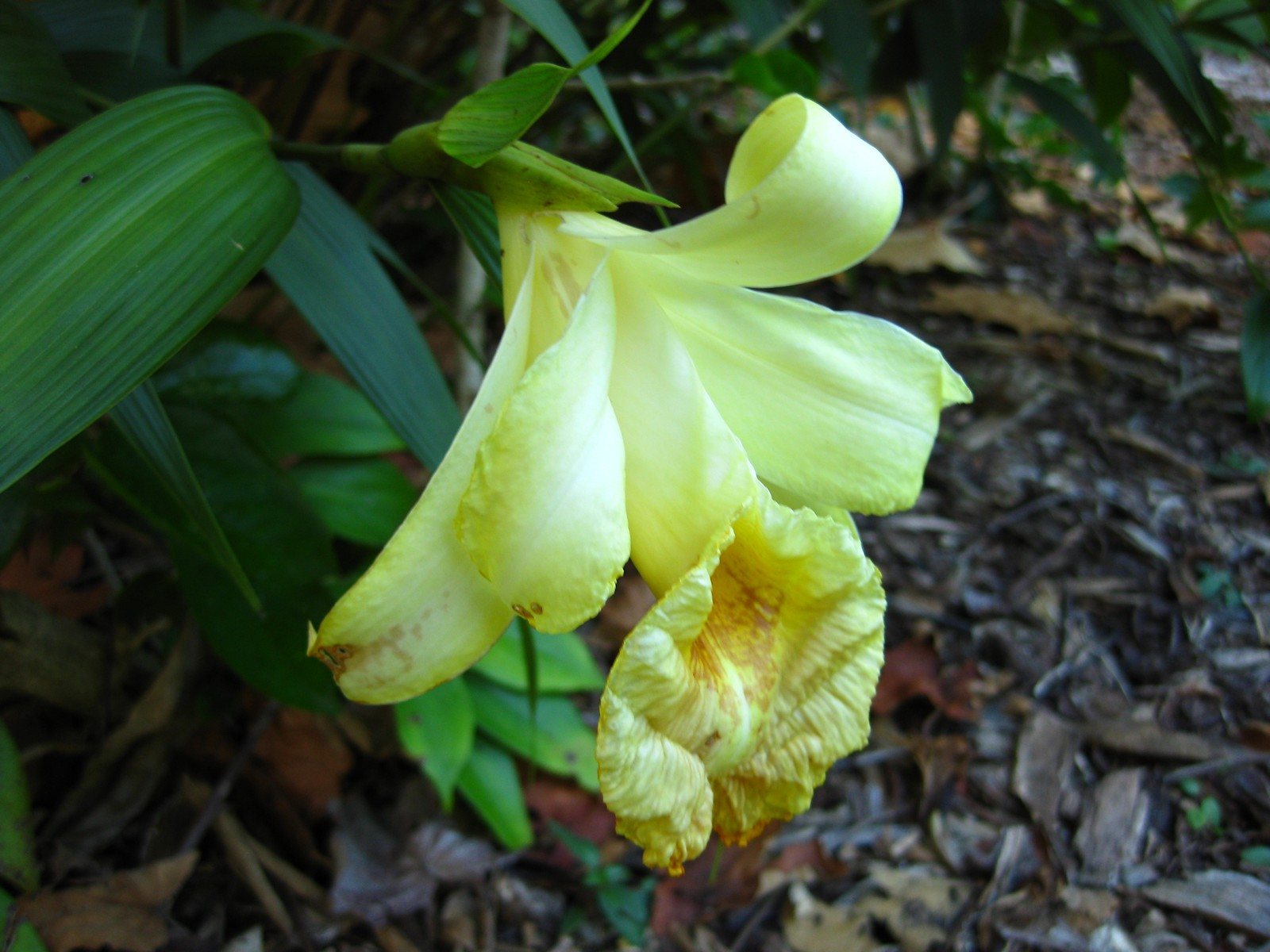
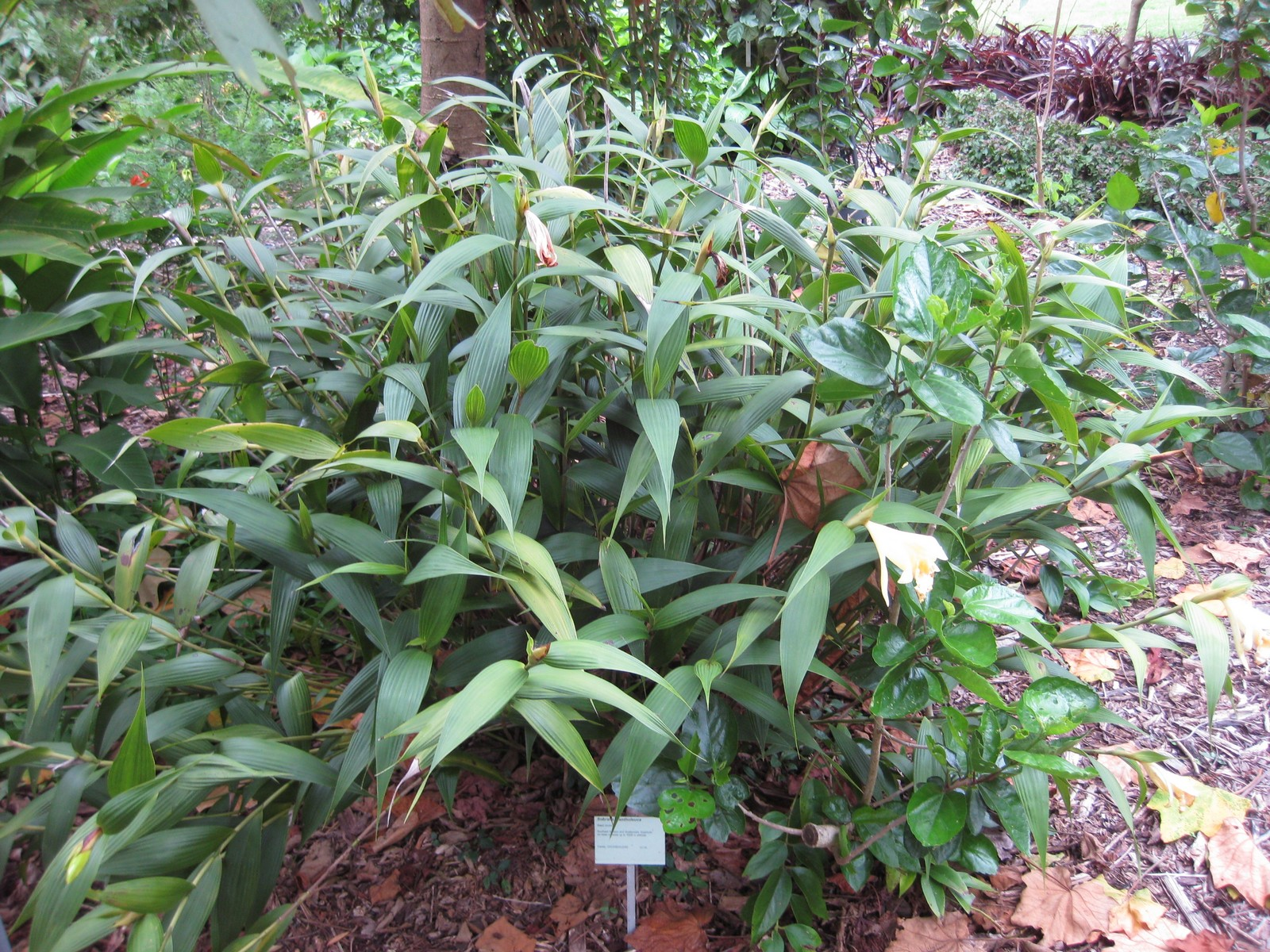
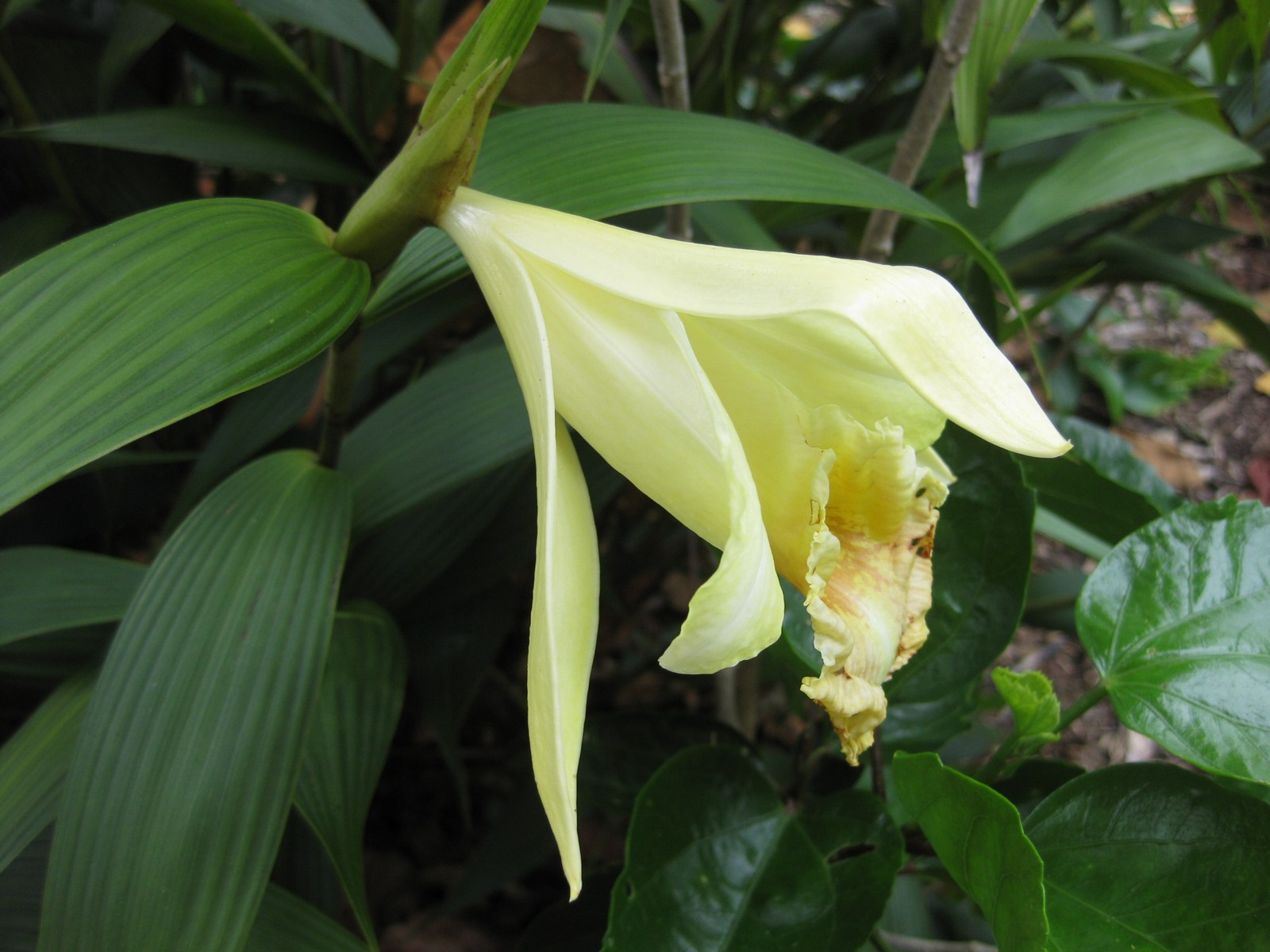